# Ukikusa monogatari

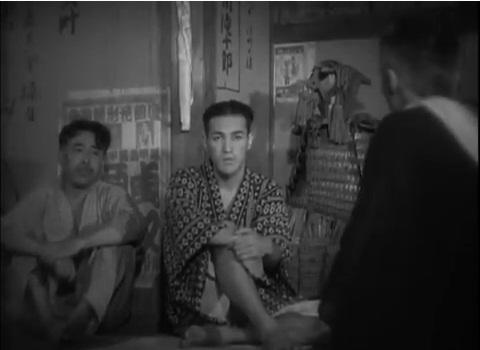
Escena de la pel·lícula

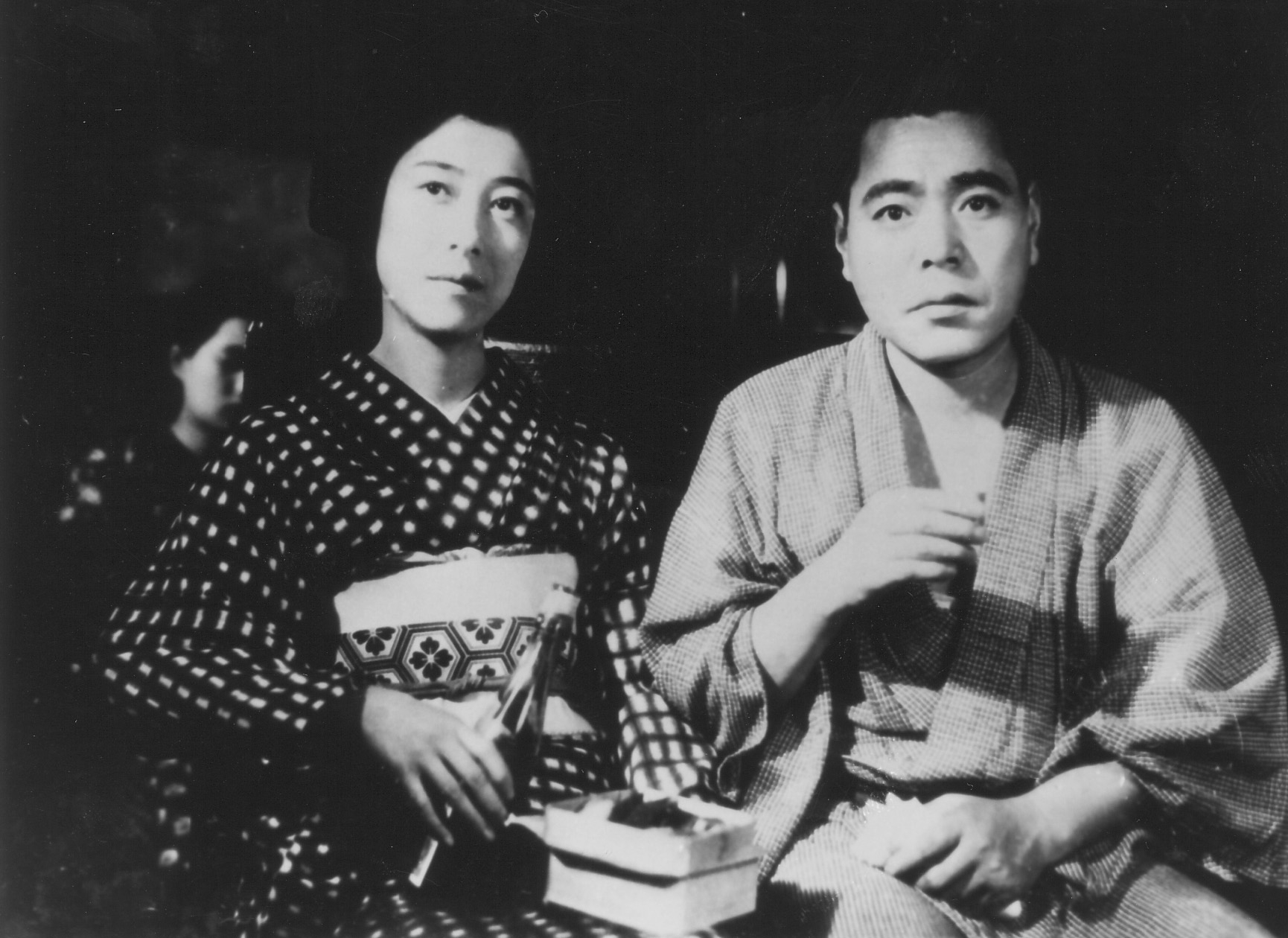
Escena amb Emiko Yagumo i Takeshi Sakamoto.

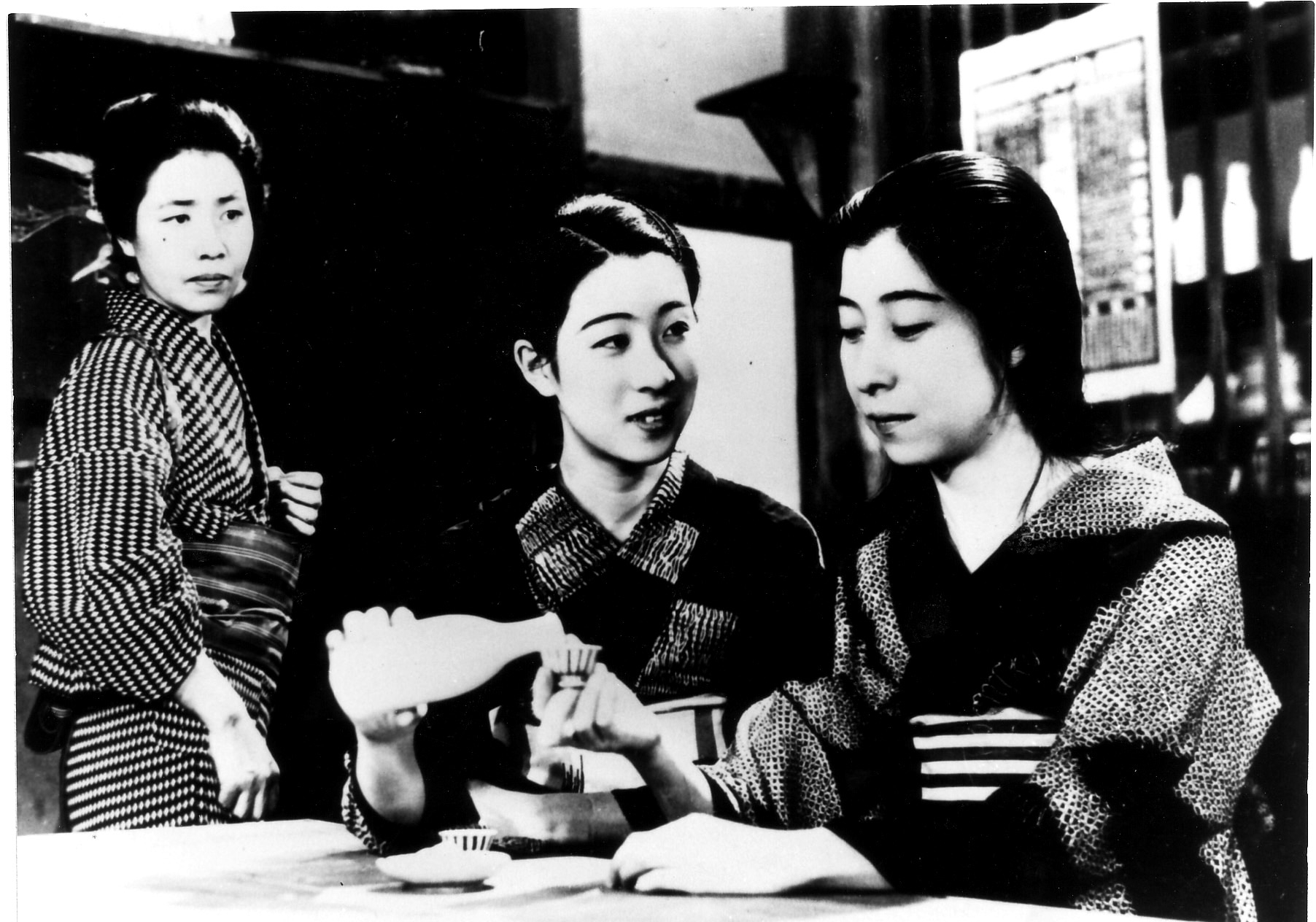
Escena amb Chōko Iida, Yoshiko Tsubouchi i Emiko Yagumo.

Ukikusa monogatari (浮草物語, Una història d'herbes flotants) és una pel·lícula muda de 1934 dirigida per Yasujirō Ozu que després rehízo en color com Ukigusa el 1959. Va guanyar el premi Kinema Junpo a la millor pel·lícula.

## Argument
La pel·lícula comença amb una companyia itinerant de kabuki que arriba amb tren a una ciutat costanera de província. Kihachi Ichikawa, el líder de la companyia, és un actor molt popular. Es pren un temps lliure per a visitar una examant, Otsune, amb qui va tenir un fill anys abans. El seu fill, ara estudiant, no sap que Kihachi és el seu pare, i pensa que és un oncle. Kihachi i el seu fill, Shinkichi, passen una fructífera tarda pescant en un riu pròxim.
Quan la gira de presentacions de la companyia es posposa a causa del constant xàfec a la regió, un dels membres de la companyia, sense adonar-se, revela un secret: que Kihachi veu una dona tots els dies. Otaka, una de les actrius de Kihachi i la seva actual amant, decideix visitar la posada d'Otsune amb la seva companya actriu Otoki. Kihachi s'enfureix, adverteix Otaka que mai torni a assetjar la mare i el fill, i trenca la seva relació amb ella.
Per venjar-se d'Otsune i Kihachi, Otaka li suggereix a Otoki que intenti seduir Shinkichi i li ofereix una mica de diners. Un dia, Otoki espera Shinkichi en un arbre al costat de la carretera i s'ofereix a trobar-se després de la seva actuació en el mateix lloc. Shinkichi accepta la reunió i els dos comencen una història d'amor clandestina.
A mesura que passa el temps, Otoki s'adona que s'ha enamorat de Shinkichi. Ella diu a Shinkichi que l'oblidi perquè és simplement una actriu ambulant. Kihachi descobreix la seva aventura, afronta Otoki i la bufeteja i exigeix saber el que vol. Otoki revela el pla que li va proposar Otaka, però li diu que ara estima Shinkichi i que no fa això per diners. Kihachi després colpeja Otaka, però s'adona que ja no té control sobre l'assumpte.
Kihachi decideix dissoldre la companyia i vendre totes les seves disfresses i accessoris. Els actors de kabuki tenen una última nit junts. Kihachi visita Otsune i li explica la ruptura de la seva companyia. Ella el convida a quedar-se amb ella per sempre i decideixen explicar a Shinkichi el seu secret de paternitat. Shinkichi i Otoki tornen, però Shinkichi i Kihachi es barallen violentament quan Kihachi colpeja Otoki repetidament.
Otsune ara diu a Shinkichi que Kihachi és el seu pare, però Shinkichi es nega a reconèixer-lo per abandonar-los. Otsune raona que Kihachi no vol que Shinkichi es convertís en un actor ambulant com ell. Shinkichi se'n va a la seva habitació enfadat. Kihachi decideix reiniciar una altra companyia i s'adona que no pot quedar-se. Otoki demana unir-se amb ell, però Kihachi la deixa a cura d'Otsune i demana a Otoki que ajudi el seu fill a esdevenir adult.
Shinkichi baixa a buscar el seu pare però s'ha anat pel camí. A l'estació de tren, Kihachi es troba amb Otaka, qui l'ajuda a encendre el seu cigarret amb fòsfors. Ell la convida a formar una nova companyia itinerant amb ell a Kamisuwa. Otaka comprarà un bitllet extra per a acompanyar-lo. La pel·lícula acaba amb la presa d'un tren que viatja cap a Kamisuwa.

## Temes
La pel·lícula inclou la primera aparició del que es va convertir en una dels senyals d'identitat del director: una seqüència de títol en la qual els crèdits apareixen sobre un fons de tela de sac. Això no sols s'ajusta a l'entorn pastoral de la història, sinó que, atès que les seqüències de crèdit de les pel·lícules anteriors d'Ozu presentaven il·lustracions caricaturesques, l'elecció de l'humil cilici indica el sorgiment del seu estil cinematogràfic madur.
Tot i que està basada en The Barker, una famosa pel·lícula estatunidenca, la història se n'allunya significativament. Els censors japonesos en van tallar sis metres de film abans de l'estrena. La pel·lícula es va projectar per primera vegada a França durant la retrospectiva d'Ozu al cinema Max-Linder l'estiu de 1992. Això incloïa catorze pel·lícules del cineasta, de les quals sis mai vistes a França i va tenir lloc durant dos mesos.

## Repartiment
- Takeshi Sakamoto com Kihachi;
- Chôko Iida com Otsune, Ka-yan;
- Kōji Mitsui com Shinkichi (acreditat com Hideo Mitsui);
- Rieko Yagumo com Otaka;
- Yoshiko Tsubouchi com Otoki;
- Tomio Aoki com Tomi-boh;
- Reikô Tani com el pare de Tomibo;
- Kiyoshi Aono com l'entrenador d'espases;
- Mariko Aoyama com la masovera del barber;
- Mitsumura Ikebe com un vilatà;
- Seiji Nishimura com Kichi, un actor;
- Mitsuru Wakamiya com l'assistent de l'estació.

## Llançament en DVD
Ukikusa monogatari va ser llançada en DVD de la Regió 1 per The Criterion Collection el 20 d'abril de 2004 com un conjunt de dos discos amb Ukigusa. Una pista d'àudio alternativa conté un comentari de l'historiador de cinema japonès Donald Richie; un altre presenta una nova partitura del compositor Donald Sosin.

## Llegat
El 2005, el Festival de Guitarra de Nova York va encarregar al guitarrista Alex de Grassi que compongués una partitura per a Ukikusa monogatari. El guitarrista va interpretar la seva música original per a acompanyar la pel·lícula al Festival de Guitarra de Nova York de 2006.